# 벨렌 파브라
벨렌 파브라(Belén Fabra, 1977년 11월 3일 ~ )는 스페인의 배우이다.

## 출연 작품
- 카탈루냐 위버 알레스! (2011)
- 망각의 역 (2009)
- S 중독자의 고백 (2008)
- 롤리타 클럽의 사랑 노래 (2007)